# Alyssum artwinense
Alyssum artwinense är en korsblommig växtart som beskrevs av Nikolaj Adolfovitj Busj. Alyssum artwinense ingår i släktet stenörter, och familjen korsblommiga växter. Inga underarter finns listade i Catalogue of Life.